# خشبي اللب
خشبي اللب (الاسم العلمي: Metroxylon)، جنس نباتات مُزهرة أحادية المسكن من فصيلة النخلية، ويُطلق عليه عادةً اسم نخيل الساغو، ويتألف من سبعة أنواع. موطنها الأصلي ساموا الغربية، وغينيا الجديدة، وجزر سليمان، وجزر الملوك، وجزر كارولين، وفيجي، في موائل متنوعة، ويُزرع غرب مواطنه الأصلية حتى تايلاند وماليزيا.
اسم الجنس: مشتق من الكلمتين اليونانيتين تعنيان "لب" و "خشب"، في إشارة إلى الساغو المستخرج من اللب النشوي في جذع الشجرة.